# Saint-Nazaire-sur-Charente
Saint-Nazaire-sur-Charente ist eine französische Gemeinde mit 1.214 Einwohnern (Stand: 1. Januar 2022) im Département Charente-Maritime in der Region Nouvelle-Aquitaine. Saint-Nazaire-sur-Charente gehört zum Arrondissement Rochefort und zum Kanton Tonnay-Charente. Die Einwohner werden Saint-Nazairiens genannt.

## Geographie
Saint-Nazaire-sur-Charente liegt etwa sieben Kilometer westlich vom Stadtzentrum von Rochefort an der Charente, die die Gemeinde im Norden und Osten begrenzt. Umgeben wird Saint-Nazaire-sur-Charente von den Nachbargemeinden Saint-Laurent-de-la-Prée im Norden, Vergeroux im Nordosten, Rochefort im Osten, Soubise im Südosten, Moëze im Süden, Saint-Froult im Südwesten sowie Port-des-Barques im Westen.

## Bevölkerungsentwicklung
| Jahr                      | 1962 | 1968 | 1975 | 1982 | 1990 | 1999 | 2006 | 2013 |
| Einwohner                 | 797  | 770  | 664  | 855  | 834  | 850  | 1023 | 1186 |
| Quelle: Cassini und INSEE |      |      |      |      |      |      |      |      |

## Sehenswürdigkeiten
Siehe auch: Liste der Monuments historiques in Saint-Nazaire-sur-Charente
- Kirche Saint-Nazaire
- Festung Lupin, erbaut 1683, und Brunnen aus dem Jahre 1676

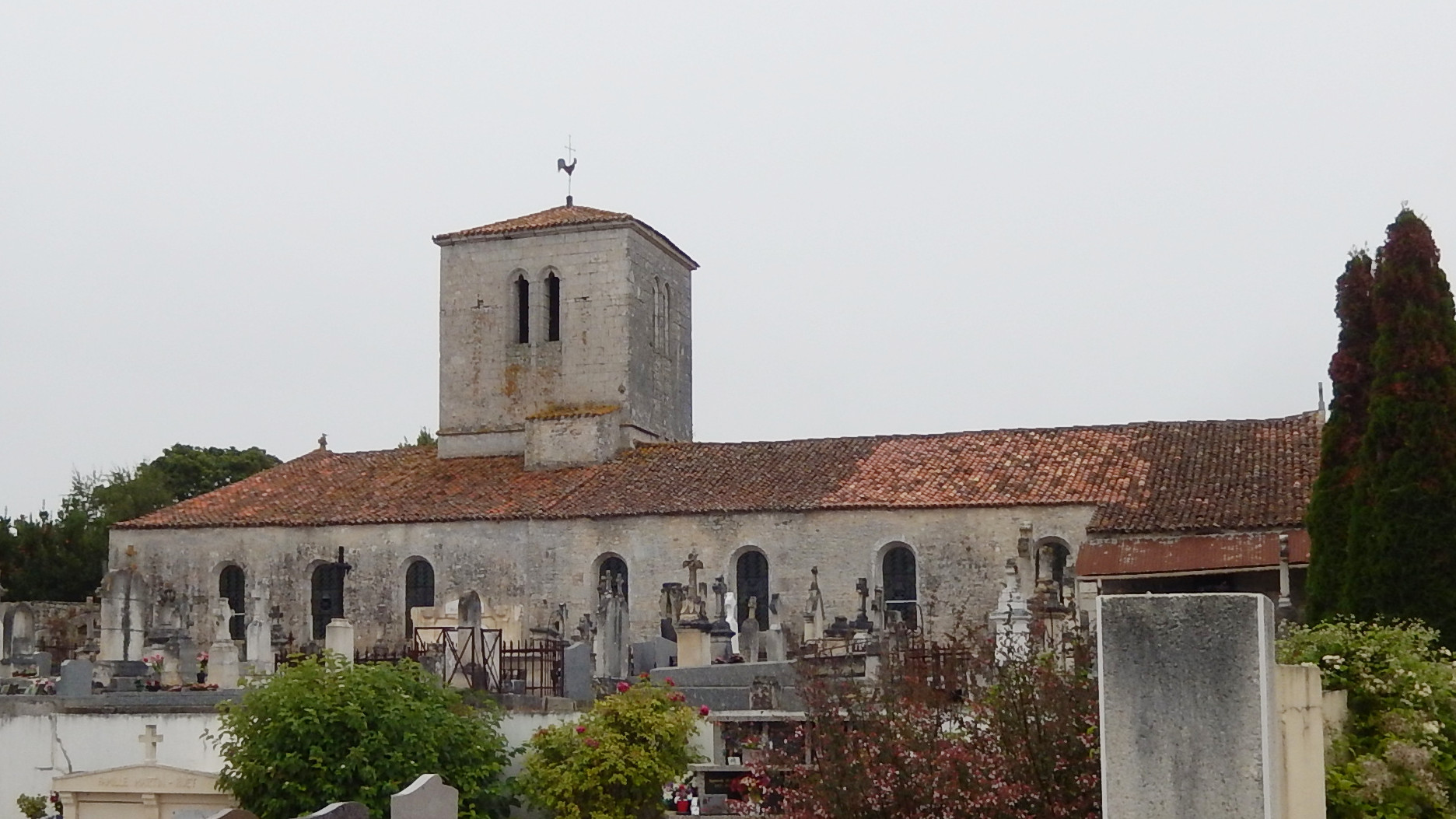
Kirche Saint-Nazaire
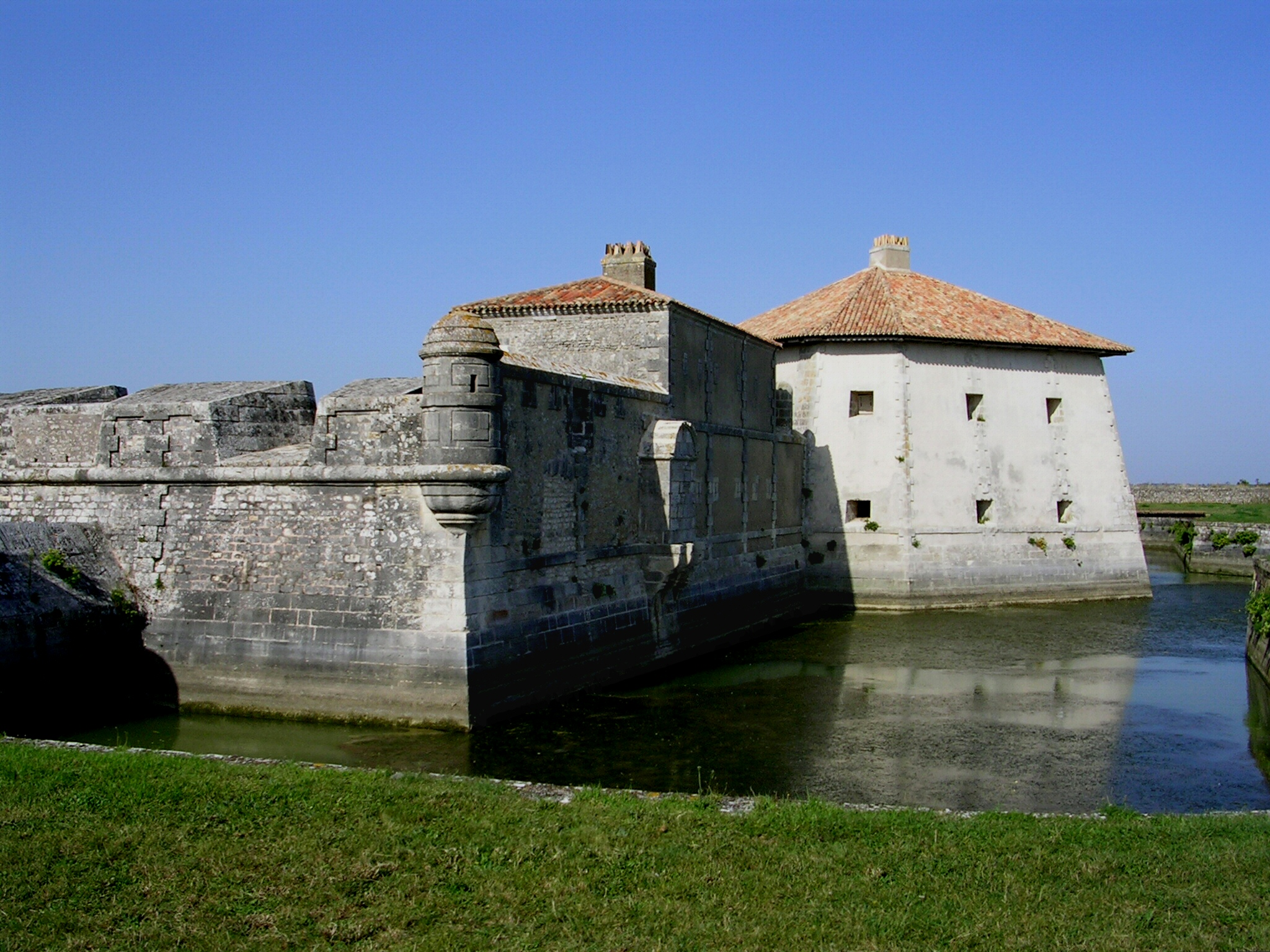
Festung Lupin

## Persönlichkeiten
- Paul Bordier (1921–2003), Kolonialbeamter